# Mad at Gravity
Mad at Gravity — музичний альтернативний рок-гурт США, що існував у 2000—2003 рр. Назва гурту походить від вірша, який соліст Дж. Лінн Джонстон написав у дев'ятнадцять років.

## Історія
Гурт сформувався у Південній Каліфорнії в 2000 р. Група підписала контракт і почала записувати пісні в студії після того, як виконала близько десятка живих виступів. Їх дебютний альбом Resonance вийшов під лейблом ARTISTdirect. Resonance досяг 41 сходинки у чарті Heatseekers Billboard.
У просуванні альбому група гастролювала з такими гуртами, як Creed, Filter, Sevendust і Джеррі Кантрелл (Alice in Chains).
«Walk Away» — перший і єдиний сингл гурту, він досяг сходинки № 38 у чарті Billboard Modern Rock. Його кліп містить епізоди з фільму Влада вогню. Ця ж група виконує трек по закінченні фільму, «Burn».
Група розпалася в 2003 р., після того, як вокаліст Дж. Лінн Джонстон покинув її, чотири учасники гурту не змогли знайти відповідну заміну.

## Дискографія
- 2002: Resonance

## Учасники
- Дж. Лінн Джонстон — вокал
- Джеймс Лі Барлоу — гітара, клавішні, бек-вокал
- Ентоні «Боско» Боскаріні — гітара, фортепіано, клавішні
- Бен Фроеліх — бас-гітара
- Джейк Фаулер — ударні